# Pennilabium angraecum
Pennilabium angraecum är en orkidéart som först beskrevs av Henry Nicholas Ridley, och fick sitt nu gällande namn av Johannes Jacobus Smith. Pennilabium angraecum ingår i släktet Pennilabium och familjen orkidéer. Inga underarter finns listade i Catalogue of Life.